# Душе, Николя
Николя Душе (фр. Nicolas Douchez; род. 22 апреля 1980[…], Рони-су-Буа) — французский футболист, игравший на позиции вратаря.

## Карьера
Николя Душе начал свои выступления в любительской команде «Олнеи-су-Бойс», откуда перешёл в «Пари». В 1996 году он стал учеником академии «Гавра». Проведя три сезона в академии, в 1999 году Душе подписал свой первый профессиональный контракт. В 2003 году Николя стал игроком клуба «Шатору». Большую часть сезона в «Шатору» Душе являлся основным голкипером клуба, проведя 26 матчей в чемпионате и один в Кубке Франции.
Летом 2004 года Душе стал игроком «Тулузы». Проведя полтора сезона в дубле клуба, 4 февраля 2006 года Николя дебютировал в основном составе команды в матче Лиги 1 из-за травмы Кристофа Рево. По окончании сезона Душе подписал новый 4-летний контракт с «Тулузой». Со следующего сезона футболист стал игроком основы клуба. В сезоне 2006/2007 он добился с командой выигрыша бронзовых медалей первенства Франции.
24 июня 2008 года Душе перешёл в «Ренн», подписав контракт на 3 года. В первых сезонах в команде Николя оставался основным голкипером.
10 июня 2011 года Душе перешёл в «ПСЖ», подписав контракт на 3 года. Столичному клубу был необходим стабильный голкипер, после того, как карьеру завершил Грегори Купе.
Летом 2016 года Душе перешёл в «Ланс» на правах свободного агента.

## Международная карьера
1 октября 2009 года Душе был вызван в состав сборной Франции в качестве четвёртого голкипера команды.

## Достижения
ПСЖ
- Чемпион Франции (4): 2012/13, 2013/14, 2014/15, 2015/16
- Обладатель Кубка французской лиги (3): 2013/14, 2014/15, 2015/16
- Обладатель Суперкубка Франции (2): 2013, 2014
- Обладатель Кубка Франции (2): 2014/15, 2015/16